# Holomelaena icelomorpha
Holomelaena icelomorpha är en fjärilsart som beskrevs av Bethune-Baker 1911. Holomelaena icelomorpha ingår i släktet Holomelaena och familjen nattflyn. Inga underarter finns listade i Catalogue of Life.